# Nükhet Duru

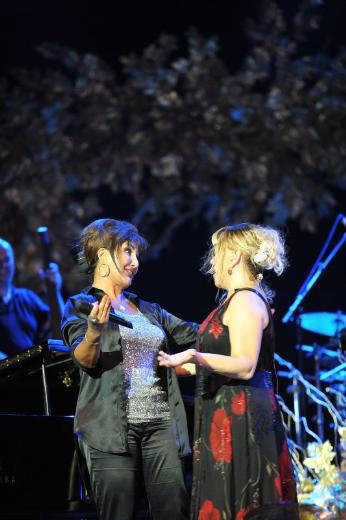
Nükhet Duru (links) und Sezen Aksu, 2012

Nükhet Duru (* 19. Mai 1954 in Istanbul) ist eine türkische Sängerin und Filmschauspielerin.

## Karriere
Ihre musikalische Karriere begann Mitte der 1970er Jahre. Seitdem hat sie eine Reihe an Alben und Singles auf den Markt gebracht. Nükhet Duru hat in ihrer bisherigen Musiklaufbahn mit zahlreichen weiteren Künstlern wie Sezen Aksu, Müzeyyen Senar, Zülfü Livaneli, Neco, Grup Hepsi, Mehmet Erdem, Erol Evgin oder mit dem kroatischen Sänger Goran Karan zusammengearbeitet.
Ihr bekannter Song Ben Sana Vurgunum aus dem Jahr 1978 wurde vom international erfolgreichen R&B-Sänger The Weeknd in seiner 2014 veröffentlichten Single Often gesampelt. In den Jahren 1978 und 1985 nahm sie jeweils an den türkischen Vorentscheidungen zum Eurovision Song Contest teil.
Im Jahr 2020 veröffentlichte sie das Album Hikayesi Var, welches ihre bekannten Hits beinhaltet, die sie mit vielen verschiedenen türkischen Künstlern neu aufgenommen hat, unter anderem Kenan Doğulu, Funda Arar, Sıla, Mabel Matiz, Zeynep Bastık, Kalben, Ceylan Ertem, Ata Demirer oder Sena Şener.
Daneben ist sie auch als Schauspielerin tätig. Am 14. Februar 2020 wurde bekannt gegeben, dass Regisseur Mu Tunc an einem neuen Dokumentarfilm arbeitet, der auf Durus Karriere basiert.

## Diskografie

### Alben
| - 1976: Bir Nefes Gibi - 1978: Melankoli - 1979: Sevgili Çocuklar - 1979: Nükhet Duru IV - 1981: Nükhet Duru 1981 - 1982: Aşıksam Ne Farkeder? - 1984: Her Şey Yeni - 1985: Sevda - 1986: Nadide - 1987: Çek Halatı Gönlüm - 1989: Benim Yolum | - 1991: Aç Gözünü Adamım - 1992: Aman Tanrım! - 1994: Nükhet Duru - 1996: Gümüş - 1997: Mühür - 1998: Cahide - Bu Bir Efsane (Soundtrack) - 2001: Bana Rağmen - 2006: Gece Saat On İki - 2012: Tam Zamanında - 2015: Aşkın N Hali - 2020: Hikayesi Var |

### Kompilationen
- 1979: En Sevilen Şarkılarıyla
- 1988: Benim Şarkılarım
- 1993: Klasikleri
- 1998: "Bir Nefes Gibi"ler
- 2008: En İyileriyle 1981-1982
- 2014: Sahnede

### EPs
- 1998: Remix, Vol. 1
- 1998: Remix, Vol. 2
- 1999: Nükhet Duru 99
- 2008: Durup Dururken
- 2010: İlk 2

### Kollaborationen
- 2004: Muhteşem İkili (mit Cenk Eren)
- 2006: Sevgiyle Elele (mit Cenk Taşkan & Surp Vartanants Korosu)

### Singles
| - 1975: Aklımda Sen Fikrimde Sen - Karadır Kaşların - 1976: Beni Benimle Bırak - Gerisi Vız Gelir - 1976: Her Şey Yolunda Şimdi - İki Damla Gözyaşı - 1977: Canım Yandı - Haydi Uzatma Arkadaş - 1977: Cambaz - Haydi Hayat - 1977: Harp ve Sulh - Bir İnsan Doğdu - 1978: Anılar - Güneş - 1978: Dostluğa Davet - Takalar (mit Modern Folk Üçlüsü) - 1978: Ben Sana Vurgunum - 1978: Melankoli - 1979: Portofino - Yıldızlar - 1979: Çakır - 1979: Deli Diyorlar Bana - 1981: Papatya Falı - 1981: Aldım Veda Mektubunu - 1981: Gözler - 1982: İstanbul İstanbul - 1982: Yaşamaya Korkuyorum - 1982: Gelmedin Bir Kere - 1982: Düşkünüm Sana - 1982: Kazandım - 1982: Ressam - 1982: Annemize Türkü (mit Modern Folk Üçlüsü) - 1983: Ne Oldu Bize - Al Gönlümü Diyar Diyar Sürükle - 1984: Ben Erkek Olsaydım - 1985: Sevda - 1985: Güzelsin - 1985: Bir Sevgi Yeter (mit Neco) - 1985: Boşver (mit Neco) - 1985: Sev (mit Neco) - 1985: Yıllardan Sonra (mit Neco) - 1986: Nadide - 1986: Endülüste Raks (Zil,Şal ve Gül) (mit Timur Selçuk) - 1986: Karcığar Köçekçeler - 1987: Bir Kadın - 1987: Sen Ve Ben - 1988: Tay - 1989: Dağınık Yatak - 1989: Destina - 1989: Hançer - 1989: Neydi Neydi? - 1989: Gel De Yola Düşme - 1990: Aşık Oluyorum Eyvah! - 1990: Ah Bir Zengin Olsam (mit Erol Evgin) - 1991: Mahmure - 1991: Yaralım - 1991: Beni Unutma - 1992: Aman Tanrım! - 1992: Leyla - 1992: Tak Etti Canıma - 1993: Sevda Değil (mit Zülfü Livaneli) - 1994: Sürgün - 1994: Uslandım Artık | - 1996: Nerde? - 1996: Dolunay - 1997: Biz Göçmüşüz - 1998: Şarkılar Seni Söyler (mit Müzeyyen Senar) - 1999: Çeribaşı - 1999: Doktor - 1999: Tanrım (Yalnız Kullar) - 2000: Ve Ben Yalnız - 2000: Deli Gönlüm (mit Cenk Eren) - 2004: İyi Ki Varsın (mit Cenk Eren) - 2004: Beni Tanıma - 2005: Bir Sen Varsın - 2006: Şarap Gibi - 2006: Gerçek Ve Düş - 2006: Hayret - 2007: Seninle - 2007: Cambaz (mit Feriköy İlkokulu Korosu) - 2007: Yine Çıktım Yollara - 2008: Yalnız Daha Iyiyim - 2008: Antalya (mit Goran Karan) - 2008: Çok Uzak (Live) - 2008: Sevda Değil (Live) - 2008: Eski Mahalle - 2010: Beni Sil Beni Geç - 2010: Bana Herşey Seni Hatırlatıyor - 2012: Dikine Dikine - 2012: Hicran - 2012: Gitti De Gitti - 2012: Batsın Bu Dünya (als Teil des Chors) - 2015: Gözlerimin Etrafındaki Çizgiler - 2015: Sevda - Live (mit Ceylan Ertem) - 2015: Aşk Eğil Önümde (mit Volga Tamöz) - 2016: Bir De Bana Sor (mit Erol Evgin) - 2016: Kaldığımız Yerden (mit Kürşat Başar) - 2016: Kandil (mit Behzat Gerçeker) - 2016: Hastane (mit Mehmet Teoman) - 2016: Kadınım (mit Mehmet Teoman) - 2016: Bir Yelkenlim Olsaydı - 2017: Ben Sana Vurgunum (mit SesVerSus) - 2017: Benimsin Diyemediğim (mit SesVerSus) - 2017: Melankoli (mit SesVerSus) - 2018: Mavi Düşler (mit Kaan Sekban) - 2020: Yaralım (mit Sıla) - 2020: Kazandım (mit Zeynep Bastık) - 2020: Nerde (mit Mabel Matiz) - 2020: Beni Benimle Bırak (mit Funda Arar) - 2020: Kalbim Ege'de Kaldı - 2021: Kapıldım Gitti - 2021: Uzunlar - 2022: Değmesin Ellerimiz - 2023: Olasılık (mit Devrim Ekiz) - 2024: Her Şey Çok Sevmekten - 2025: Aklım Seferde |

## Filmografie (Auswahl)
- 2006: Keloglan gegen den schwarzen Prinzen (Keloglan Karaprens’e Karsi)
- 2020: Menajerimi Ara